# Longwitton
Longwitton – przysiółek w Anglii, w Northumberland, w dystrykcie (unitary authority) Northumberland, w civil parish Netherwitton. Leży 28.1 km od miasta Alnwick, 29.6 km od miasta Newcastle upon Tyne i 426 km od Londynu. W 1951 roku civil parish liczyła 80 mieszkańców.